# Square Richard-Lenoir
Le square Richard-Lenoir est un espace vert du 11e arrondissement de Paris.

## Situation et accès
Le square est situé au 35-63, boulevard Richard-Lenoir.
Ce site est desservi par la ligne 5 à la station de métro Bréguet - Sabin.

## Origine du nom
Le square a pris le nom du boulevard éponyme, lequel rend hommage à François Richard-Lenoir (1765-1839) et Joseph Lenoir-Dufresne (1768-1806), deux industriels français qui créèrent en 1802 la première manufacture de coton.